# Platystele schmidtchenii
Platystele schmidtchenii är en orkidéart som beskrevs av Rudolf Schlechter. Platystele schmidtchenii ingår i släktet Platystele och familjen orkidéer. Inga underarter finns listade i Catalogue of Life.